# Şakşuka

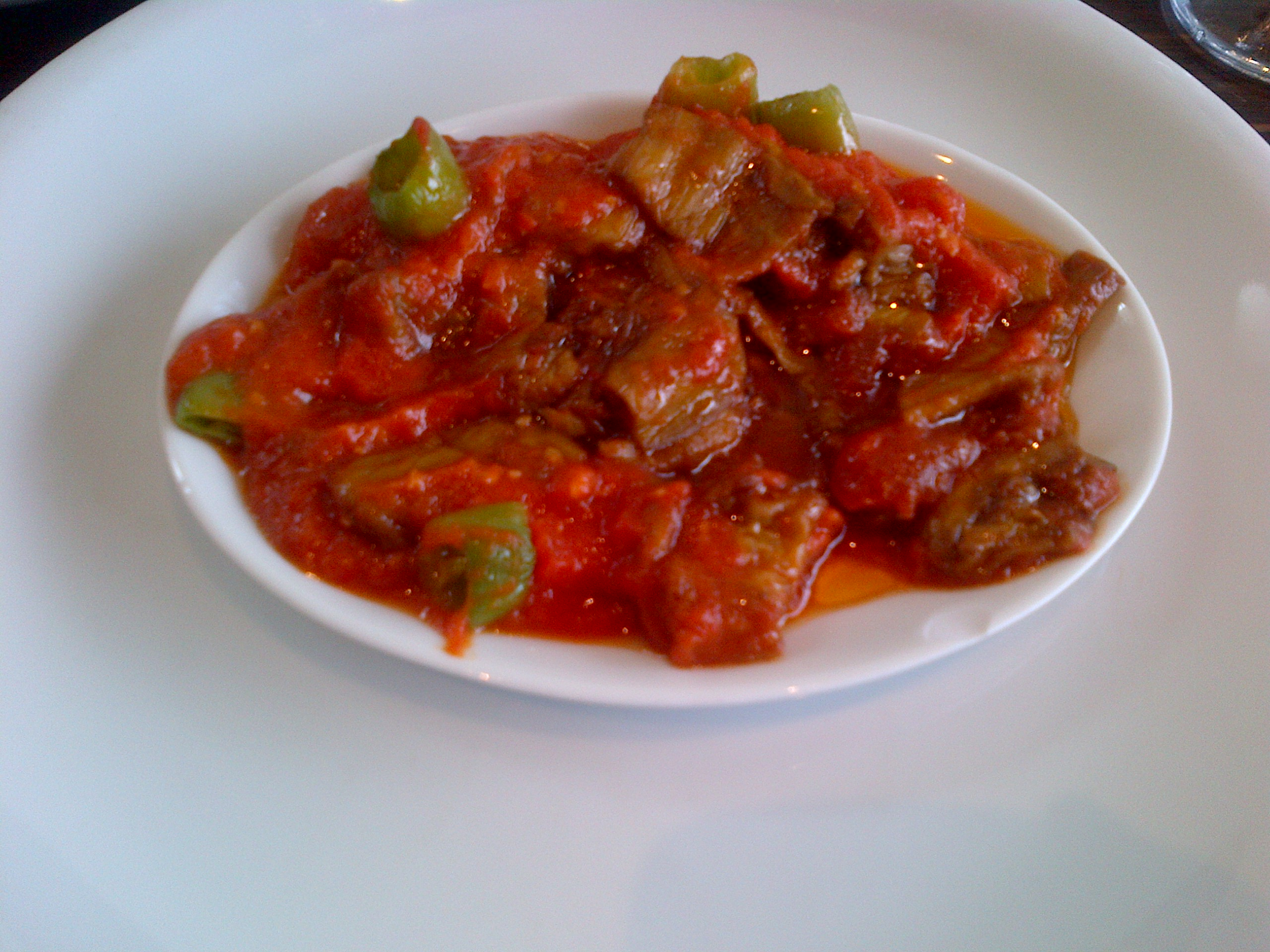
Şakşuka simple d'albergínia i pebrot verd.

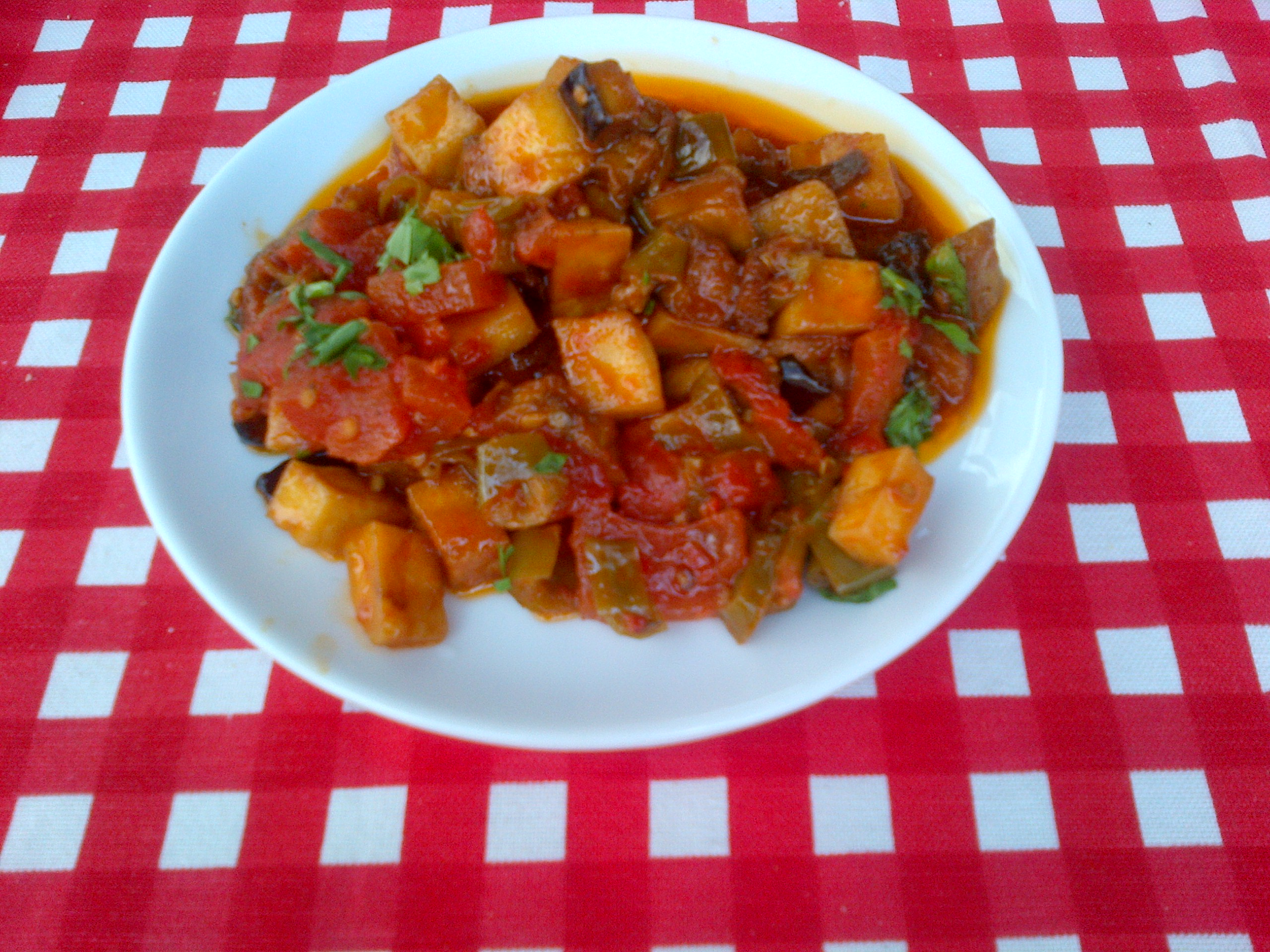
Şakşuka complet.

Şakşuka és un plat (meze) de verdures a la cuina turca. S'assembla al shakshuka de la cuina àrab però es fa sense ous. Es fa fregint albergínies i altres verdures, com patates i carabassetes, tallades en daus i després cobrint-ho tot això amb una salsa de tomàquet.